# Ducula pistrinaria
Ducula pistrinaria là một loài chim trong họ Columbidae.